# Drino piceiventris
Drino piceiventris är en tvåvingeart som först beskrevs av Walker 1836.  Drino piceiventris ingår i släktet Drino och familjen parasitflugor. Inga underarter finns listade i Catalogue of Life.